# Вовча будка (заказник)
Во́вча Бу́дка — орнітологічний заказник місцевого значення в Україні. Розташований на території Маневицького району Волинської області, на північний схід від села Лишнівка. 
Площа 26,6 га. Статус присвоєно згідно з рішенням Волинської обласної ради народних депутатів від 31.10.1991 року № 226. Перебуває у віданні ДП «Маневицьке ЛГ» (Карасинське лісництво, кв. 9, вид. 21, 24, 27). 
Статус присвоєно для збереження частини лісового масиву з чистими сосновими насадженнями віком понад 100 років. У трав'яному покриві зростають журавлина болотна, брусниця, лохина.
На території заказника мешкають і гніздяться глушці (виявлено 6 токовищ) — рідкісний вид птахів, занесений до Червоної книги України та Резолюції 6 Бернської конвенції про охорону дикої флори та фауни і природних середовищ існування в Європі.